# Saison 1969-1970 du CR Belcourt
Chronologie
Saison précédente Saison suivante
La saison 1969-1970 du CR Belcourt est la 6e saison du club en première division du championnat d'Algérie. Le club s'adjuge au cours de cette saison le doublé, Coupe et Championnat. C'est son troisième doublé après ceux des saisons 1965-1966 et 1968-1969.
Autre distinction, Hacène Lalmas finira meilleur buteur du championnat avec 18 buts.

## Compétitions

### Championnat

#### Rencontres
| Date             | J           | Adversaire      | Lieu      | Résultat | Buteurs pour le CRB            | Références |
| MATCHES ALLER    |             |                 |           |          |                                |            |
| 5 octobre 1969   | 1re journée | NAA Hussein Dey | Domicile  | 1 - 0    | Lalmas 37e                     |            |
| 12 octobre 1969  | 2e journée  | USM Annaba      | Extérieur | 1 - 0    | Meziane 90e                    |            |
| 19 octobre 1969  | 3e journée  | ES Sétif        | Domicile  | 3 - 0    | Lalmas 60e 71e, Selmi 75e      |            |
| 26 octobre 1969  | 4e journée  | JS Kabylie      | Extérieur | 2 - 0    | Messahel 30e, Achour 73e       |            |
| 9 novembre 1969  | 5e journée  | MC Alger        | Domicile  | 2 - 1    | Lalmas 5e, Kalem 89e           |            |
| 16 novembre 1969 | 6e journée  | CSS Kouba       | Extérieur | 3 - 0    | ,                              |            |
| 23 novembre 1969 | 7e journée  | ES Guelma       | Domicile  | 1 - 1    | But inscrit                    |            |
| 7 décembre 1969  | 8e journée  | USM Bel-Abbès   | Extérieur | 0 - 0    | /                              |            |
| 14 décembre 1969 | 9e journée  | JS Djidjelli    | Domicile  | 4 - 0    | ,                              |            |
| 28 décembre 1969 | 10e journée | MC Oran         | Domicile  | 2 - 0    | Lalmas 20e, Bouhadji 70e (csc) |            |
| 4 janvier 1970   | 11e journée | USM Alger       | Extérieur | 2 - 2    | , Lalmas                       |            |
| MATCHS RETOUR    |             |                 |           |          |                                |            |
| 25 janvier 1970  | 12e journée | NAA Hussein Dey | Extérieur | 4 - 1    | ,                              |            |
| 1er février 1970 | 13e journée | USM Annaba      | Domicile  | 0 - 0    | /                              |            |
| 8 février 1970   | 14e journée | ES Sétif        | Extérieur | 3 - 3    | ,                              |            |
| 15 février 1970  | 15e journée | JS Kabylie      | Domicile  | 1 - 0    | Lalmas 68e                     |            |
| 1er mars 1970    | 16e journée | MC Alger        | Extérieur | 1 - 1    | Kalem 86e                      |            |
| 8 mars 1970      | 17e journée | CSS Kouba       | Domicile  | 2 - 2    | ,                              |            |
| 15 mars 1970     | 18e journée | ES Guelma       | Extérieur | 2 - 2    | ,                              |            |
| 12 avril 1970    | 19e journée | USM Bel-Abbès   | Domicile  | 2 - 0    | Lalmas 1re 55e                 |            |
| 19 avril 1970    | 20e journée | JS Djidelli     | Extérieur | 1 - 0    | But inscrit                    |            |
| 3 mai 1970       | 21e journée | MC Oran         | Extérieur | 1 - 3    | Moha                           |            |
| 10 mai 1970      | 22e journée | USM Alger       | Domicile  | 2 - 0    | ,                              |            |

#### Classement final
Le classement est établi sur le barème de points suivant : une victoire vaut 3 points, un match nul 2 points et une défaite 1 point.
| Rang | Équipe          | Pts | J  | G  | N | P  | Bp | Bc | Diff |
| ---- | --------------- | --- | -- | -- | - | -- | -- | -- | ---- |
| 1    | CR Belcourt T C | 56  | 22 | 13 | 8 | 1  | 40 | 17 | +23  |
| 2    | MC Alger        | 52  | 22 | 11 | 8 | 3  | 39 | 24 | +15  |
| 3    | CCS Kouba       | 44  | 22 | 9  | 4 | 9  | 39 | 32 | +7   |
| 4    | ES Guelma       | 44  | 22 | 7  | 8 | 7  | 32 | 42 | -10  |
| 5    | USM Alger P     | 43  | 22 | 7  | 7 | 8  | 34 | 32 | +2   |
| 6    | JS Kabylie P    | 43  | 22 | 7  | 7 | 8  | 28 | 30 | -2   |
| 7    | MC Oran         | 42  | 22 | 8  | 4 | 10 | 25 | 31 | -6   |
| 8    | NAA Hussein Dey | 41  | 22 | 6  | 7 | 9  | 23 | 26 | -3   |
| 9    | USM Bel-Abbès   | 41  | 22 | 7  | 5 | 10 | 20 | 23 | -3   |
| 10   | ES Sétif        | 41  | 22 | 7  | 5 | 10 | 25 | 34 | -9   |
| 11   | JS Djidjelli    | 41  | 22 | 8  | 3 | 11 | 26 | 35 | -9   |
| 12   | USM Annaba      | 40  | 22 | 7  | 4 | 11 | 27 | 31 | -4   |

Résultat
- Champion d'Algérie 1969-1970

Relégation
- Relégation en Nationale II

Abréviations
T : Tenant du titre

C : Vainqueur de la Coupe d'Algérie 1969-1970

P : Promus de Nationale II

### Coupe d'Algérie

#### Rencontres
| Date             | Tour                       | Adversaire       | Stade (ville)                     | Résultat | Buteurs pour le CRB           |
| 21 décembre 1969 | Trente-deuxièmes de finale | Exempt           | -                                 | -        | -                             |
| 18 janvier 1969  | Seizièmes de finale        | USM Khenchla     | Stade d'Annaba                    | 5 - 0    | -                             |
| 22 février 1970  | Huitièmes de finale        | WA Casoral Alger | Stade Bologhine (Alger)           | 4 - 1    | But inscrit                   |
| 24 mai 1970      | Quart de finale aller      | ES Guelma        | Stade Benabdelmalek (Constantine) | 3 - 1    | -                             |
| 31 mai 1970      | Quart de finale retour     | ES Guelma        | Stade El Annasser (Alger)         | 4 - 1    | -                             |
| 7 juin 1970      | Demi-finale aller          | CCS Kouba        | Stade El Annasser (Alger)         | 5 - 2    | But inscrit                   |
| 14 juin 1970     | Demi-finale retour         | CCS Kouba        | Stade Bologhine (Alger)           | 1 - 2    | But inscrit                   |
| 20 juin 1970     | Finale                     | USM Alger        | Stade El Annasser (Alger)         | 1 - 1    | Kalem 5e                      |
| 28 juin 1970     | Finale (match d'appui)     | USM Alger        | Stade Bologhine (Alger)           | 4 - 1    | Kalem 32e 49e, Lalmas 75e 79e |

### Coupe des clubs champions africains

#### Rencontres
| Date          | Tour                    | Adversaire       | Stade (ville)                 | Résultat       | Buteurs pour le CRB                                                                                           | Buteurs pour l'adversaire                                                          |
| 11 avril 1970 | 1/16 de finale (Aller)  | ASC Jeanne d'Arc | Stade du 20-Août-1955 (Alger) | 5 - 3          | Lalmas 30e 43e, Kalem 53e, Meziane 68e, Selmi 82e                                                             | Bara 15e 63e, Alpha 44e                                                            |
| Avril 1970    | 1/16 de finale (Retour) | ASC Jeanne d'Arc | Stade Demba-Diop, (Sénégal)   | Forfait du CRB | nb : à la suite des incidents qui ont eu lieu durant ce match, le crb a déclaré forfait pour le match retour. | source : l'almanach du sport algerien , tome 1, anep 1990 de hamid grine page 95 . |

### Coupe du Maghreb des clubs champions

#### Rencontres
| Date         | Tour         | Adversaire | Stade (ville)                 | Résultat             | Buteurs pour le CRB             | Buteurs pour l'adversaire                     |
| 3 avril 1970 | Demi-finales | Wydad AC   | Stade du 20-Août-1955 (Alger) | 0 - 0, (2 - 1 T.a.b) | /                               | /                                             |
| 5 avril 1970 | Finale       | CS Sfax    | Stade Demba-Diop, (Sénégal)   | 2 - 2, (4 - 3 T.a.b) | Achour Hacène 23e et Khalem 91e | Habib Trabelsi 25e et Abdelwahab Trabelsi 96e |

- L'effectif : Mohamed Abrouk (football), Amar, Slimani, Hamid Moha, Noureddine Hamiti, Meziane, Selmi Djilali, Hacène Lalmas, Mokhtar Khalem, Hassen Achour et Hamid Boudjenoun.

## Statistiques

### Meilleurs buteurs
| N° | Pos. | Nat. | Nom           | Division 1 | Coupe d'Algérie | Coupe des clubs champions africains | Coupe du Maghreb des clubs champions | Total |  |  |  |               |    |   |   |   |    |
| -- | ---- | ---- | ------------- | ---------- | --------------- | ----------------------------------- | ------------------------------------ | ----- |  |  |  | ------------- | -- | - | - | - | -- |
| N° | Pos. | Nat. | Nom           | Division 1 | Coupe d'Algérie | Coupe des clubs champions africains | Coupe du Maghreb des clubs champions | Total |  |  |  | Hacène Lalmas | 18 | 2 | 2 | 0 | 22 |
|    |      |      | Mokhtar Kalem | +2         | +3              | 1                                   | 1                                    | 7     |  |  |  |               |    |   |   |   |    |
|    |      |      |               |            |                 |                                     |                                      |       |  |  |  |               |    |   |   |   |    |
|    |      |      |               |            |                 |                                     |                                      |       |  |  |  |               |    |   |   |   |    |
|    |      |      |               |            |                 |                                     |                                      |       |  |  |  |               |    |   |   |   |    |
|    |      |      |               |            |                 |                                     |                                      |       |  |  |  |               |    |   |   |   |    |
|    |      |      | csc           |            | -               | -                                   | -                                    |       |  |  |  |               |    |   |   |   |    |
|    |      |      | Total         | 40         | 27              | 5                                   | 2                                    | 74    |  |  |  |               |    |   |   |   |    |